# Faglitteratur
Faglitteratur er litteratur med fagligt indhold. Til forskel fra skønlitteratur beskæftiger en faglitterær bog sig med fag og emner fra et faktuelt synspunkt uden brug af fiktive elementer: f.eks. en kogebog, en bog om Hærvejen i Jylland, en ordbog, en analyse af en kendt politiker, en interviewbog o.m.a.